# 앵그리 애니
《앵그리 애니》(프랑스어: Annie Colère, 영어: Angry Annie)는 2022년에 개봉한 프랑스의 코미디, 드라마 영화이다.
 블란딘 르누아르가 감독을 블란딘 르누아르와 악셀 로페르가 각본을 맡았다.
 프랑스는 2022년 11월 30일에 대한민국은 2023년 11월 22일에 개봉되었다.

## 줄거리
1974년 프랑스 교외의 한 작은마을

애니는 두 아이를 키우는 워킹맘으로 갑자스런 임신으로 아이를 지우기 위해

예외적인 사항 외에는 불법인 낙태를 알아보게 되는 과정에서 돈이 없으면

무료로 사정이 되면 알아서 돈을 내면 낙태를 해주는 단체를 알게 된다

임신중지와 피임의 자유를 위한 운동인 MLAC라는 단체인데 큰 관심이 없었던 애니는

이웃의 여자가 낙태를 하다가 사망하는 일을 계기로 MLAC 활동에 동참하게 되는데...

## 출연진

### 주연
- 로르 칼라미 - 애니 역

### 조연
- 지타 앙로
- 인디아 에르
- 로즈메리 스탠들리
- 오스카르 르사주
- 호시안 발라스코
- 파스칼 아르비요
- 로랑 스타커